# Fujiwara no Otomuro

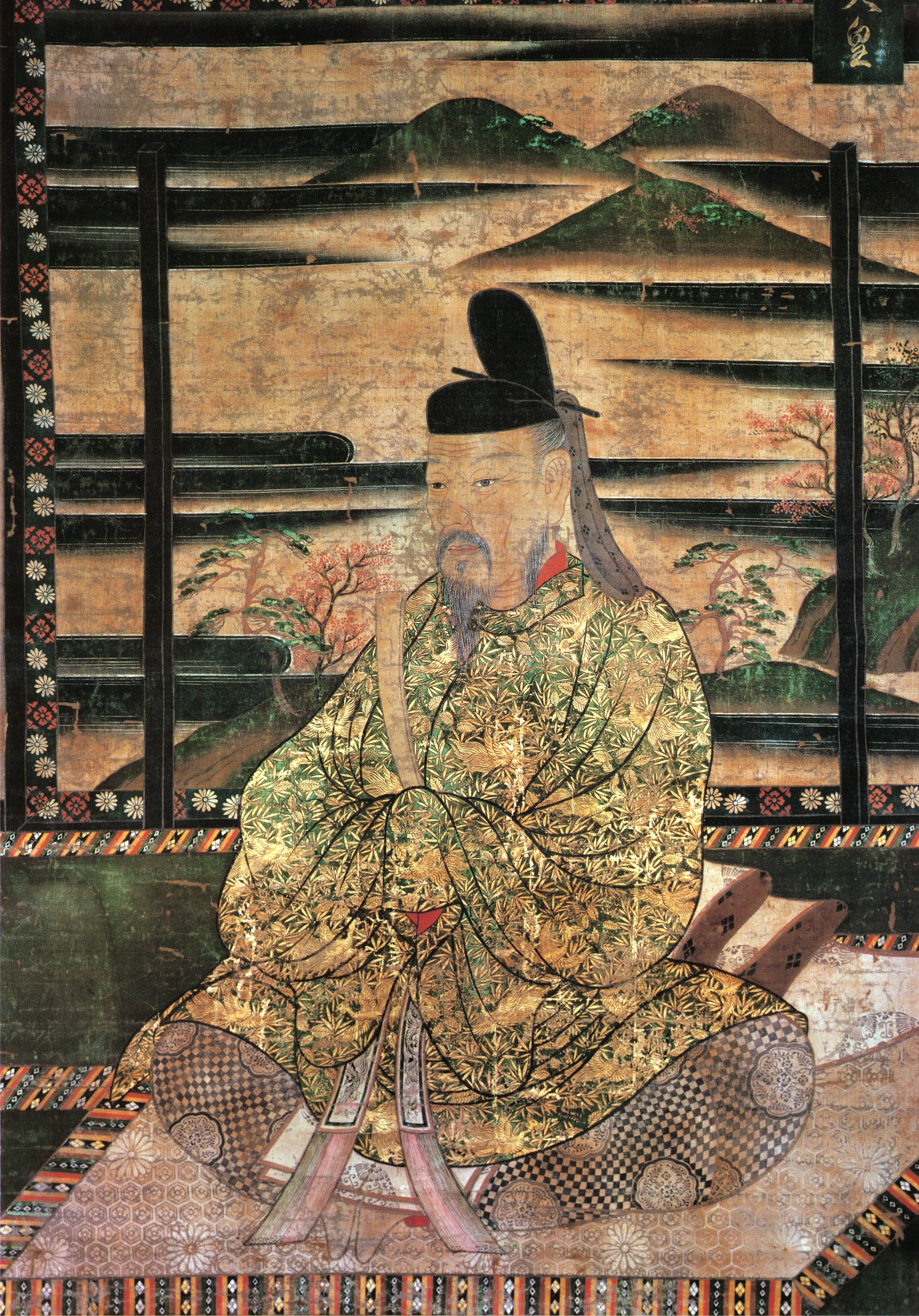
Emperador Saga, hijo de Otomuro.

Fujiwara no Otomuro (Otomuro Fujiwara; 藤原乙牟漏) (760–790) era una Emperatriz de Japón y la esposa de Emperador Kanmu. Ella fue la miembro del clan Fujiwara.

## Biografía
Otomuro fue la hija de un aristócrata, Fujiwara no Yoshitsugu, y de su esposa, Abe no Komina.
Ella tenía una hermana, Fujiwara no Moroane.
Hijos de Otomuro y de Kanmu eran:
- Emperador Heizei[7]
- Emperador Saga[8]
- Princesa Koshi

Otomuro fue la abuela de Emperador Ninmyō.
Ella era muy respetada en la corte.